# Macropelopia orientalis
Macropelopia orientalis är en tvåvingeart som beskrevs av Ernst Josef Fittkau 1962. Macropelopia orientalis ingår i släktet Macropelopia och familjen fjädermyggor. Inga underarter finns listade i Catalogue of Life.